# Il perduto amore (romanzo)
Il perduto amore è un romanzo dello scrittore Mario Tobino, pubblicato nel 1979. L'azione si svolge in un ospedale militare italiano, durante la Campagna del Nordafrica del 1940-1941.

## Trama
In Libia tra il 1941 e il 1942, il tenente medico Alfredo è in servizio presso l'ospedale da campo 129. Silenzioso e schivo, non dice quasi nulla di sé. La crocerossina Ludovisi, detta  "La Dedè, gli propone di passare le lunghe ore pomeridiane ad aggiornare le cartelle cliniche dei malati. In una tenda-sgabuzzino, lui detta e lei scrive. Così tra i due nasce una simpatia, che ben presto diventa amore.
Una notte, un aereo della RAF sorvola l'ospedale e le sue mitragliatrici cominciano a colpire le tende. Poi l'allarme termina, ma quasi tutti gli ufficiali si sono dati alla fuga. Tuttavia il capitano Trenta, rimasto a prestare soccorso ai feriti insieme ad Alfredo e al tenente Gianfigliazzi, stende poi una relazione ai superiori senza fare menzione dell'episodio generale di codardia. Si propone per gli ufficiali una decorazione. Così viene al campo il responsabile della sanità in Libia, il colonnello Guiduccioni.
Uomo rozzo e collerico, ascolta il capitano e gli ufficiali, quindi esplode in un insulto al loro indirizzo. Alfredo non è presente, ma più tardi il farmacista del campo gli mostra una lettera di denuncia verso Guiduccioni. La lettera ha un seguito: il colonnello viene sostituito e rimpatriato. Alfredo, al quale era stata fatta una visita per le precedenti ferite, può finalmente tornare in Italia e si trova sulla stessa nave in cui viaggia Guiduccioni. Con la Dedè si sono promessi di rivedersi in patria.
Ad Alfredo è concessa una lunga licenza e in seguito sarà esonerato dal servizio per ragioni di salute. Si mette in cerca di un posto da medico psichiatra. L'ospedale di Firenze lo assume e ora manca solo la Dedè. Lei si fa attendere, poi, quando arriva nella sua città (Carpi), nonostante abbia una madre che la lascia libera, non si concede ad Alfredo, tranne che per lunghi baci. Più tardi si ritrovano a Firenze, ma Alfredo vede svanire a poco a poco le sue speranze. In Africa, la fanciulla si era sentita libera e in un luogo incantato: nella città italiana si rivela schiava dei pregiudizi sociali e Alfredo comprende di essere troppo al di sotto della sua condizione sociale.
Nei mesi successivi Alfredo soffre molto per questo distacco, ma riesce a combattere il dolore con la letteratura (ha pubblicato un libro di poesie) e con gli amici. Passa il tempo, la guerra finisce, ma ancora per anni non gli giungono notizie di Dedè, né lui le cerca. Finché all'improvviso lei scrive una lettera disperata in cui afferma di amare Alfredo e lo supplica di raggiungerla. L'uomo riflette e non risponde, perché ha capito di non amarla più. Ma la sofferenza non è del tutto sopita. Da quel momento comincia per i due un lunghissimo periodo in cui entrambi accettano la solitudine e si scambiano raramente qualche cortesia affettuosa. E, divenuti vecchi, non si serbano il minimo rancore

## Personaggi principali
- Tenente Alfredo, medico, ferito durante l'Assedio di Tobruch e in seguito inviato all'ospedale militare 129, in zona più interna nel deserto libico.
- Colonnello Guiduccioni, responsabile della Sanità militare italiana in Africa.
- Capitano Trenta, superiore di Alfredo al 129.
- Tenente Gianfiliazzi, collega di Alfredo.
- Romana Augusta Ludovisi detta Dedè, crocerossina  al 129; di nobile famiglia.
- La Ristori, crocerossina al 129, a differenza di quasi tutte le sue colleghe è popolana di estrazione e ha fatto l'infermiera in un ospedale di Roma.

## Edizioni
In lingua italiana
- Mario Tobino, Il perduto amore: romanzo, Mondadori, Milano 1979
- Id. Il perduto amore; introduzione di Fausto Gianfranceschi, A. Mondadori, Milano 1981
- Id. Il perduto amore, Cina, Shiqude aiqing, 1988
- Id. Il perduto amore, Mondadori-De Agostini, Novara 1994
- Id. Il perduto amore, apparati e cura di Paola Italia, Mondadori, Milano 2019

In altre lingue
- (DE)  Verlorene Liebe, Roman, trad. di Barbara Brumm, Kindler, München 1980[4]
- (ES)  El amor perdido, Mario Tobino, Emecé, Buenos Aires 1980[5]